# Vila Nova dos Martírios
Vila Nova dos Martírios är en kommun i Brasilien.   Den ligger i delstaten Maranhão, i den centrala delen av landet, 1 200 km norr om huvudstaden Brasília. Antalet invånare är 11 258.
Omgivningarna runt Vila Nova dos Martírios är huvudsakligen savann. Runt Vila Nova dos Martírios är det mycket glesbefolkat, med 6 invånare per kvadratkilometer.